# Hanamura Shirō

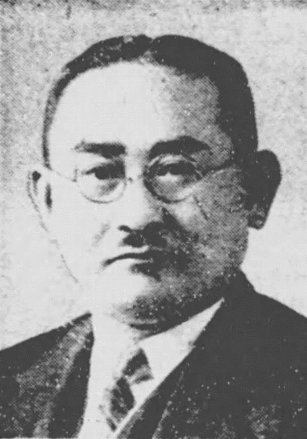
Hanamura Shirō

Hanamura Shirō (japanisch 花村 四郎; geboren 30. August 1891 in Kami-Kawate, Higashi-Chikuma, Nagano; gestorben 1. Juli 1963) war ein japanischer Rechtsanwalt und Politiker.

## Leben und Wirken
Hanamura Shirō machte 1917 seinen Abschluss als Jurist an der Nihon-Universität. Er bestand 1919 die Anwaltsprüfung und begann als Rechtsanwalt zu arbeiten. Er schrieb bedeutende Beiträge für die Zeitung „Yorozu Chōhō“ und war Dozent an der „Höheren Handelsschule Hotaka“ (穂高商業高等学校, Hotaka Shōgyō kōtōgakkō). Er war Präsident der Anwaltskammer Tokio (東京弁護士会 Tōkyō bengoshi-kai). Daneben war er ab 1932 Mitglied im Stadtparlament Tokio und ab 1936 zusätzlich im Präfekturparlament Tokio. (Ämter- und Mandatshäufung auf mehreren Ebenen war im Kaiserreich möglich.) Nach einer gescheiterten Kandidatur als Seiyūkai-Kandidat bei der Wahl 1936 wurde er bei der Kriegswahl 1942 ohne Yokusankai-Wahlempfehlung ins Abgeordnetenhaus, das Unterhaus des Reichstags gewählt. Nach dem Zweiten Weltkrieg wurde er sieben Mal wiedergewählt. In den letzten Jahren der Vorkriegszeit arbeitete er als Sekretär für Hatoyama Ichirō.
Nach Ende des Pazifikkriegs schloss Hanamura sich der Hatoyama-Faktion an und beteiligte sich 1945 an der Gründung der Liberalen Partei Japans (später Demokratisch-Liberale Partei, Liberale Partei), 1953 an der [Hatoyama-]Liberalen Partei, 1954 an der Demokratischen Partei Japans, 1955 an der Liberaldemokratische Partei. Er wurde Justizminister im 1. und 2. Hatoyama-Kabinett. Von 1962 bis 1963 war er Vorsitzender des Amtsenthebungsausschusses für Richter, der nach Artikel 64 der Verfassung aus je sieben Mitgliedern der beiden Kammern der Nationalversammlung gebildet wird. Nach seinem Rücktritt aus dem Kabinett Hatoyama zog er sich aus der vordersten Reihe der Politik zurück, wirkte aber weiter als Berater der LDP an wichtigen politischen Entscheidungen mit. 1962 nahm er als Berater des japanischen Vertreters Fujiyama Aiichirō an der 19. GATT-Mitgliedstaaten-Ministerkonferenz in Genf teil. Er wurde 1958 abgewählt, 1960 wiedergewählt und blieb bis zu seinem Tod Abgeordneter.
Im November 1962 erkrankte Hanamura und starb im folgenden Jahr. Bestattet wurde er auf dem Friedhof Tama.